# ГЕС Атіамурі
ГЕС Атіамурі – гідроелектростанція на Північному острові Нової Зеландії. Знаходячись між ГЕС Охакурі (вище по течії) та ГЕС Whakamaru, входить до складу каскаду на річці Ваїкато, яка тече з центрального Вулканічного плато Північного острова у північно-західному напрямку та впадає до Тасманового моря за чотири десятки кілометрів від Окленду. 
В межах проекту річку перекрили комбінованою греблею, яка включає розташовану у лівобережній частині долини земляну ділянку висотою 31 метр, довжиною 256 метрів та товщиною від 31 (по гребеню) до 152 (по основі) метрів. До правого берегу прилягає бетонна секція висотою 44 метри, довжиною 171 метр та товщиною від 7,3 до 38 метрів. Гребля утримує резервуар з площею поверхні 2,4 км2 та об’ємом 21 млн м3, в якому припустиме коливання рівня поверхні між позначками 250,9 та 253,1 метра НРМ. 
Пригреблевий машинний зал обладнали чотирма турбінами типу Френсіс потужністю по 21 МВт, які при напорі у 24,7 метра забезпечують виробництво 350 млн кВт-год електроенергії на рік.
Видача продукції відбувається по ЛЕП, розрахованій на роботу під напругою 220 кВ.